# Dawson County (Texas)
Das Dawson County ist ein County im Bundesstaat Texas der Vereinigten Staaten. Das U.S. Census Bureau hat bei der Volkszählung 2020 eine Einwohnerzahl von 12.456 ermittelt. Der Verwaltungssitz (County Seat) ist Lamesa. Das County gehört zu den Dry Countys, was bedeutet, dass der Verkauf von Alkohol eingeschränkt oder verboten ist.

## Geographie
Das County liegt nordwestlich des geographischen Zentrums von Texas im Llano Estacado und ist im Westen etwa 70 km von New Mexico entfernt. Es hat eine Fläche von 2336 Quadratkilometern, ohne nennenswerte  Wasserfläche. Das County grenzt im Uhrzeigersinn an folgende Countys: Lynn County, Borden County, Martin County, Gaines County und Terry County.

## Geschichte
Dawson County wurde am 21. August 1876 aus Teilen des Bexar County gebildet und die Verwaltungsorganisation am 13. Februar 1905 abgeschlossen. Benannt wurde es nach Nicholas Mosby Dawson (1808–1842), einem Offizier in der texanischen Armee während der texanischen Revolution.
Eine Stätte des Countys ist im National Register of Historic Places (NRHP) eingetragen (Stand 24. Oktober 2018), der Lamesa Farm Workers Community Historic District.

## Demografische Daten
Nach der Volkszählung im Jahr 2000 lebten im Dawson County 14.985 Menschen. Davon wohnten 2.272 Personen in Sammelunterkünften, die anderen Einwohner lebten in 4.726 Haushalten und 3501 Familien. Die Bevölkerungsdichte betrug 6 Einwohner pro Quadratkilometer. Ethnisch betrachtet setzte sich die Bevölkerung zusammen aus 72,47 Prozent Weißen, 8,66 Prozent Afroamerikanern, 0,30 Prozent amerikanischen Ureinwohnern, 0,25 Prozent Asiaten und 16,56 Prozent aus anderen ethnischen Gruppen; 1,77 Prozent stammten von zwei oder mehr ethnischen Gruppen ab. 48,19 Prozent der Einwohner waren spanischer oder lateinamerikanischer Abstammung.
Von den 4726 Haushalten hatten 35,1 Prozent Kinder oder Jugendliche, die mit ihnen zusammen lebten. 59,4 Prozent waren verheiratete, zusammenlebende Paare. 11,0 Prozent waren allein erziehende Mütter und 25,9 Prozent waren keine Familien. 23,9 Prozent waren Singlehaushalte und in 13,3 Prozent der Familien lebten Menschen im Alter von 65 Jahren oder darüber. Die durchschnittliche Haushaltsgröße betrug 2,69, die durchschnittliche Familiengröße 3,20 Personen.
25,6 Prozent der Bevölkerung war unter 18 Jahre alt, 8,9 Prozent zwischen 18 und 24, 30,7 Prozent zwischen 25 und 44, 20,5 Prozent zwischen 45 und 64 und 14,3 Prozent waren 65 Jahre alt oder älter. Das Medianalter betrug 36 Jahre. Auf 100 weibliche Personen kamen 124,3 männliche Personen und auf 100 Frauen im Alter von 18 Jahren oder darüber kamen 129,9 Männer.
Das jährliche Durchschnittseinkommen eines Haushalts betrug 28.211 USD, das Durchschnittseinkommen einer Familie betrug 32.745 USD. Männer hatten ein Durchschnittseinkommen von 27.259 USD, Frauen 16.739 USD. Das Prokopfeinkommen betrug 15.011 USD. 16,4 Prozent der Familien und 19,7 Prozent der Einwohner lebten unterhalb der Armutsgrenze.

## Orte im County
- Arvana
- Grandview
- Hancock
- Key
- Klondike
- Lamesa
- Los Ybanez
- Midway
- Mungerville
- O’Donnell
- Patricia
- Punkin Center
- Sand
- Sparenberg
- Welch